# Texas City (Texas)
Texas City es una ciudad ubicada en el condado de Galveston en el estado estadounidense de Texas. En el Censo de 2010 tenía una población de 45099 habitantes y una densidad poblacional de 93,85 personas por km².

## Geografía
Texas City se encuentra ubicada en las coordenadas 29°26′1″N 94°53′34″O / 29.43361, -94.89278. Según la Oficina del Censo de los Estados Unidos, Texas City tiene una superficie total de 480,56 km², de la cual 165,25 km² corresponden a tierra firme y (65,61%) 315.31 km² es agua.

## Demografía
Según el censo de 2010, había 45099 personas residiendo en Texas City. La densidad de población era de 93,85 hab./km². De los 45099 habitantes, Texas City estaba compuesta por un 56,05% de blancos, un 29,71% de afroamericanos, un 0,66% de amerindios, el 1.04% eran asiáticos, un 0,06% de isleños del Pacífico, un 9,51% de otras razas y un 2,99% pertenecían a dos o más razas. Del total de la población el 27,02% eran hispanos o latinos de cualquier raza.

## Educación
El Distrito Escolar Independiente de Texas City (TCISD), el Distrito Escolar Independiente de La Marque (LMISD) y el Distrito Escolar Independiente de Dickinson (DISD) gestionan escuelas públicas.
El 1 de julio de 2016, TMISD será anexado en TCISD.

## Ciudades Hermanas
- Machala, Ecuador